# (37225) 2000 WN142
2000 WN142 (asteroide 37225) é um asteroide da cintura principal. Possui uma excentricidade de 0.10619680 e uma inclinação de 15.31980º.
Este asteroide foi descoberto no dia 20 de novembro de 2000 por LONEOS em Anderson Mesa.